# Pateh Sam
Pateh Sam (Schreibvariante: Pate) ist eine Ortschaft im westafrikanischen Staat Gambia.
Nach einer Berechnung für das Jahr 2013 leben dort etwa 1307 Einwohner, das Ergebnis der letzten veröffentlichten Volkszählung von 1993 betrug 911.

## Geographie
Pateh Sam in der Central River Region im Distrikt Niamina East liegt am linken Ufer des Gambia-Flusses. Der Ort ist rund 3,5 Kilometer von der South Bank Road entfernt.